# 幽兰湖之御厨驾到
《幽兰湖之御厨驾到》，2018年中国偶像剧，企鹅影视、新微笑（北京）影视文化传媒有限公司出品，北京星睿天艺文化传播有限责任公司联合出品的都市时尚爱情喜剧。由徐可、李梦颖、廖望、徐荷媛领衔主演，腾讯视频于2018年2月1日首播。

## 播出时间
| 频道     | 所在地   | 播映日期     | 播出时间 | 备注 |
| -------- | -------- | ------------ | -------- | ---- |
| 腾讯视频 | 中国大陆 | 2018年2月1日 |          |      |

## 演员列表

### 主要演员
| 演員   | 角色                    | 介紹 |
| 徐可   | 小浩子（段浩然）/段明天 | 段明天虽出身于御厨世家，但因从小失去味觉，与烹饪无缘，无法继承家族厨艺。只是因为父亲的偏爱，段明天成为家族继承人首选，从而被卷入家族斗争中。基于幽兰湖的奇遇，小浩子的灵魂附于段明天身上，与白辛产生情感交集。                   |
| 李梦颖 | 仪妃/白辛               | 白辛是街边有名的臭豆腐西施，天生具有超强的味觉，对美食无比热爱。因为长得像仪妃，又是段明天的救命恩人，于是被小浩子附身的段明天深深迷恋。而白辛喜欢段明星，但明白他心中最爱的还是甄语。最后被段明天感动，与他在一起。             |
| 廖望   | 段明星                  | 段明星是段明天同父异母的哥哥，性格孤傲。因为大学毕业后去国外深造，受国外文化熏陶，深深爱上西方厨艺。段明星在父亲离世、叔叔自立门户、弟弟受伤失忆和女友分手等经历中逐渐成长，收起了起初的傲娇自负，成为一个成熟稳重有担当的大哥。 |
| 徐荷媛 | 甄语                    | 甄语是知名美食杂志主编，为人聪明漂亮、性感大方，个性独立，自尊心强，事业心重。虽出身贫寒，但甄语从小自食其力。喜欢段明星，但因他的冲动幼稚，与段明星结束了七年的感情。为了自己的事业，甄语选择了成熟又有本事的段正洋。           |

### 其他演员
| 演員   | 角色      | 介紹 |
| 金雨锋 | 唐白      | 段正洋雇用的員工。一直單戀愛著甄語。逼迫甄語離開段明星，當時在美國期間，酒醉時兩人曾誤發生關係。 |
| 张雨晴 | 潘美丽    | 白辛好朋友兼閨蜜，凝聚性感於一生的女神，酒店的經理，後來跟白辛一同打理便當店，擁有強大女性主義，後來被俊男感動跟他在一起。 |
| 刘育同 | 俊男      | 俊男是个技术宅，酷爱小发明，相信科学。俊男暗恋着他的女神，而因为段明天追到他的女神，却又甩了她，于是俊男对段明天十分痛恨，决定要为女神报仇。 |
| 隋存毅 | 段正洋    | 段正洋是段明天的叔叔，英俊有型，多情专情，但在事业方面心狠手辣。因为段正洋一直想要做段氏集团的掌勺人，得到段家辈辈相传的段一菜谱，他对自己的亲侄子都痛下杀手。他故意抢走了亲侄子段明星的深爱的前女友甄语，虽然表面上利用甄语刺激段明星，但却不由自主地爱上了甄语，跟甄语发生一段纠结的感情。 |
| 李岑奕 | 阿奇/胡八 | 胡八墜湖穿越後寄身的身體，後來被段正洋投入湖。 |
| 金士杰 | 張一嗚    | 隱居於山上的高人，是段家兄弟父親的舊相識，也是段明天的舅舅。 |

## 电视原声带
| 曲序 | 曲目                     | 演唱   |
| ---- | ------------------------ | ------ |
| 1.   | 一段明天（片头曲）       | 陈嬛   |
| 2.   | 随处而在的阴霾（片尾曲） | 廖望   |
| 3.   | 你的心跳（插曲）         | 李润祺 |
| 4.   | 出国行李（插曲）         | 廖望   |
| 5.   | 跷跷板（插曲）           | 印子月 |
| 6.   | 暧昧关系（插曲）         | 王耀辰 |